# 哈伯遺贈場

哈伯遺贈場的影像包含了哈伯太空望遠鏡16年的數據。

哈伯遺贈場內的哈伯深場。

哈伯遺贈場是一張在天爐座中一小塊空間的影像，估計包含265,000個星系。最初發布的是哈伯太空望遠鏡16年來累積的數據。回顧大約130億年（宇宙大爆炸之後約4億至8億年），被用來尋找當時存在的星系。這張照片拍攝的這一部分天空，近場附近明亮恆星的密度很低，可以更好的觀察到更暗、更遙遠的物體。它建立在為哈伯深領域、哈伯極深空和大天文台溯源深空巡天收集的數據。
這張近似矩形的影像每邊的長度約25弧分，位於南半球星座獵戶座的西南面。這幾乎是從地球觀看滿月的角直徑（大約31弧分，或半度）。
這張影像和數據由美國國家航空暨太空總署於2019年5月2日發布。

## 計畫
和早期的場一樣，這個場需要包含很少來自我們星系的輻射，以及很少黃道塵埃。這個場還有赤緯範圍的需求，這樣，南半球的儀器，例如阿塔卡瑪大型毫米及次毫米波陣列，和北半球的儀器，例如夏威夷的儀器都可以觀測到。最終決定觀測錢德拉深場南的一部分，這是因為現有來自錢卓拉X射線天文台的深X射線觀測，以及兩個在大天文台起源深度巡天在同一地點觀測到的有趣天體：一個紅移5.8的星系和一顆超新星。這個場的中心座標是赤經 3h 33m，赤緯 -27° 47′（J2000）。

## 觀察
哈伯遺贈場的影像由7,500次曝光的數據組成，總曝光時間為250天。

## 外部連結
- Scalable interactive Hubble Legacy Field. Wikisky.org（页面存档备份，存于）